# Biekasowo-Centralnoje
Biekasowo-Centralnoje (ros. Бекасово-Центральное) – przystanek kolejowy w miejscowości Moskwa, w Rosji. Położony jest na Wielkim Pierścieniu Kolei Moskiewskiej, w obrębie stacji Biekasowo-Sortirowocznoje.